# Metabetaeus
Metabetaeus is een geslacht van kreeftachtigen uit de klasse van de Malacostraca (hogere kreeftachtigen).

## Soorten
- Metabetaeus lohena Banner & Banner, 1960
- Metabetaeus mcphersonae Anker, 2010
- Metabetaeus minutus (Whitelegge, 1897)